# Pader (distrikt)
Pader är ett distrikt i norra Uganda och är uppkallat efter Pader, den huvudsakliga politiska, administrativa och kommersiella staden i distriktet.
Pader gränsar till distriktet Kitgum i norr, Kotido i nordöst, Abim i öster, Lira i söder, Oyam i sydväst och Gulu i väster. Distriktets huvudsäte i Pader ligger ungefär 132 km, med väg, nordöst om Gulu, den största staden i närheten.

## Översikt

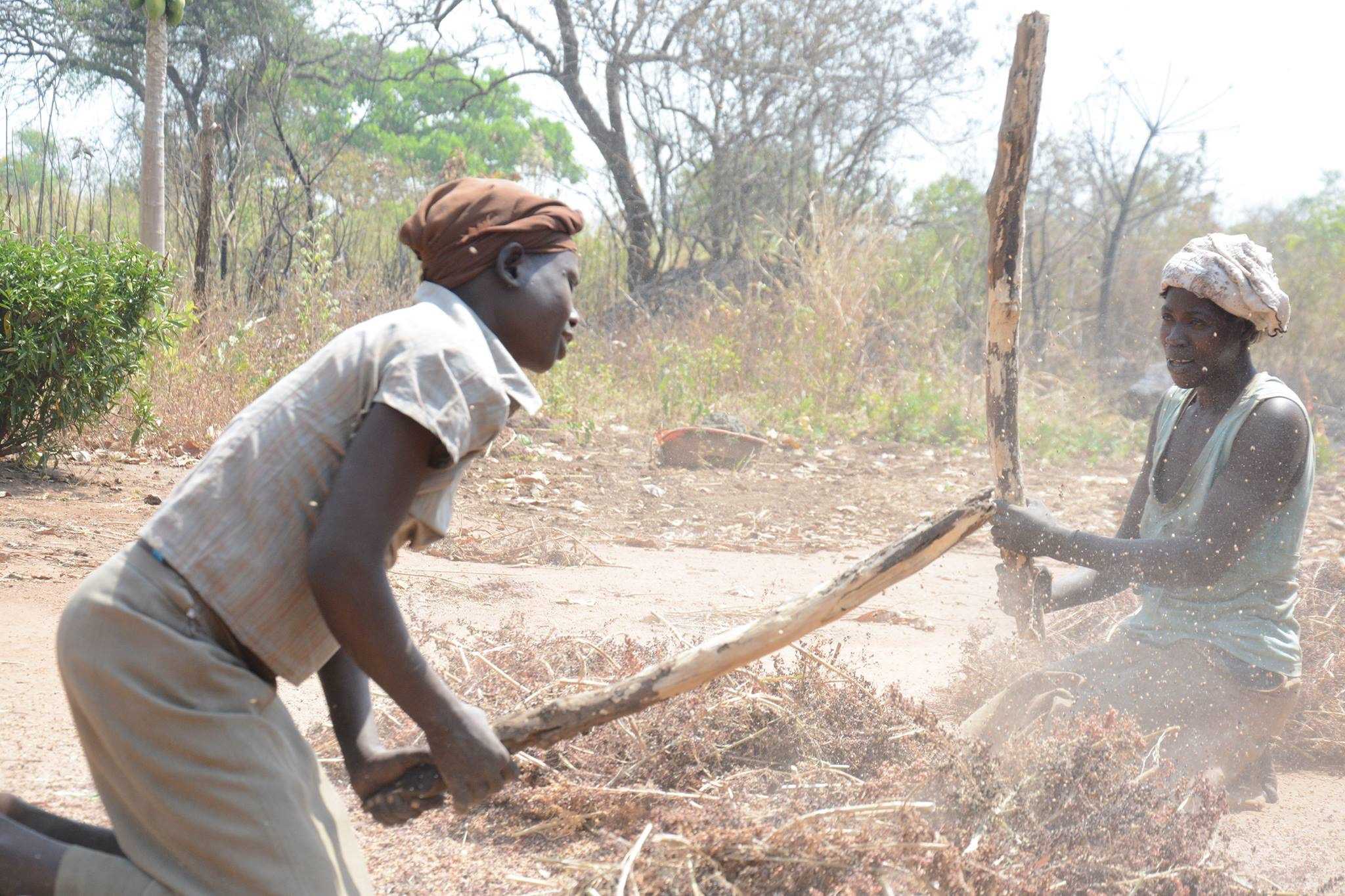
Durrasläktet i Pader

Distriktet bildades i december 2001, genom att bryta ut Aruu och Agago ur Kitgum-distriktet. Den största staden, tillika sätet för styret av distriktet, Pader ligger i mitten av distriktet. Distriktet bildar tillsammans med distrikten Amuru, Gulu, Lamwo och Kitgum det som anses vara acholifolkets historiska hemland, Acholiland.

## Befolkning
Befolkningen i distriktet uppskattades 2002 till ungefär 325 900 människor. Under den första delen av 2000-talet har majoriteten av befolkningen bestått av internflyktingar som bott i läger som ett resultat av kriget mellan UPDF och LRA. Efter att oroligheterna slutat år 2006 har de flesta lämnat dessa läger för att återvända hem. 